# ۳ اوت
۳ اوت در تقویم گرگوری، دویست و پانزدهمین (در سال‌های کبیسه دویست و شانزدهمین) روز سال است. ۱۵۰ روز تا پایان سال باقی است.

## مناسبت‌ها
- روز استقلال کشور آفریقایی «نیجر» از استعمار فرانسه (۱۹۶۰م)

## رویدادها
- ۸۳۷ - دستگیری بابک خرمدین توسط نیروهای معتصم خلیفه عباسی.
- ۱۴۹۲ - آغاز سفر دریایی کریستف کلمب از بندر پالوس در اسپانیا.
- ۱۹۳۴ - آدولف هیتلر با ادغام ریاست‌جمهوری و صدراعظمی، پیشوای آلمان شد.
- ۱۹۳۶ - قهرمانی جسی اوونز در دو ۱۰۰ متر المپیک برلین
- ۱۹۶۰ - استقلال نیجر از فرانسه.
- ۱۹۶۰ – خارک - نخستین شاه لوله نفتی زیر دریایی که ۳۳ کیلومثر درازای آن است و پایانه گچساران را تغذیه می‌کند آغاز به کار می‌کند.
- ۱۹۷۵ – اصابت یک جت مسافربری بوئینگ ۷۰۷ به کوه در اقادیر مراکش و کشته‌شدن ۱۸۸ نفر.
- ۱۹۸۹ - حذف منصب نخست‌وزیری ایران از سمت‌های تعریف شده در حکومت جمهوری اسلامی ایران
- ۲۰۰۵ - پایان دورهٔ دوم ریاست جمهوری سید محمد خاتمی.
- آغاز سفر «کریستُفْ کُلُمْبْ» دریانورد مکتشف بزرگ ایتالیایی (۱۴۹۲م)
- اعلان جنگ آلمان به فرانسه در آغاز جنگ جهانی اول (۱۹۱۴م)

## زادروزها
- ۱۷۵۳ - چارلز استانهوپ دانشمند و سیاستمدار بریتانیایی.
- ۱۹۰۰ - ارنی پایل روزنامه‌نگار آمریکایی.
- ۱۹۰۲ - حبیب بورقیبه رئیس‌جمهور تونس.
- ۱۹۴۱ - هاگه گینگوب رئیس‌جمهور نامیبیا.
- ۱۹۶۳ - جیمز هتفیلد خواننده و ترانه‌سرای آمریکایی.

## درگذشت‌ها
- اعدام «آنیسیس بوئس» سیاست‌مدار و فیلسوف معروف ایتالیایی (۵۲۴م)
- مرگ مادام «فرانْسْ کولْتْ» از بزرگ‌ترین نویسندگان زن جهان (۱۹۵۴م)
- مرگ «مایکل ماکاریوس» سیاست‌مدار و رهبر روحانی قبرس (۱۹۷۷م)
- ۲۰۲۳ - مارک مارگولیس، بازیگر